# Amaro Carve Urioste
Felipe Amaro Carve Urioste (Montevideo, Uruguay, 26 de mayo de 1875 - ídem, 29 de enero de 1959) fue un magistrado uruguayo, miembro de la Suprema Corte de Justicia de su país entre 1941 y 1945.

## Nacimiento
Nació en Montevideo el 26 de mayo de 1875, hijo de Amaro Carve Martínez (político, varias veces legislador y diplomático) y de Segunda Urioste Montaño.

## Juez de Paz
Tras graduarse como doctor en jurisprudencia, ingresó a la carrera judicial, desempeñándose inicialmente como Juez de Paz de la 4.ª sección judicial de Montevideo a partir de 1901.

## Juez Letrado

### En el interior del país
En diciembre de 1907 fue nombrado Juez Letrado de Paysandú.
En junio de 1912 fue trasladado como Juez Letrado a Canelones.

#### En Montevideo
En enero de 1921 fue ascendido a Juez Letrado de Instrucción en Montevideo.
En agosto de 1922 fue designado Juez Letrado Departamental de Segundo Turno y en febrero de 1926 pasó a desempeñarse como Juez Letrado de Comercio de Segundo Turno.

## Tribunal de Apelaciones
En abril de 1929 fue ascendido a ministro del Tribunal de Apelaciones de Segundo Turno, puesto en el que permaneció durante doce años.

## Suprema Corte de Justicia
El 14 de julio de 1941 la Asamblea General, por mayoría de 84 en 95 legisladores presentes, lo eligió como ministro de la Suprema Corte de Justicia para ocupar la vacante dejada por el fallecimiento de Román Álvarez Cortés. Prestó juramento y asumió su cargo ese mismo día.
Ocupó la Presidencia de la Corte para el año 1945, pero debió cesar en su cargo en mayo de dicho año, al cumplir los 70 años, edad máxima establecida en la Constitución uruguaya para el desempeño de cargos judiciales.
Fue sucedido en el cargo por Enrique Armand Ugón.

## Otros cargos públicos
En marzo de 1947 fue nombrado miembro del segundo de los cinco Tribunales de Conciliación creados por el nuevo gobierno de Tomás Berreta para intervenir en conflictos de trabajo.

## Vida personal y fallecimiento
Contrajo matrimonio en primeras nupcias con Luisa Amalia Gurméndez, del que nacieron tres hijos, Jorge Amaro (1904), Luisa Elena (1906) y Sarah Carolina (1908) Carve Gurméndez.
Viudo tras el fallecimiento de Luisa Gurméndez en enero de 1941, a los 79 años contrajo nuevo matrimonio en 1955 con Felipa Bertiz Sommerz quien le sobrevivió.
Carve Urioste falleció el 29 de enero de 1959, a los 83 años de edad.